# Etüde

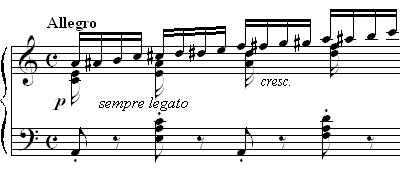
Frédéric Chopins Etüde Op. 10, Nr. 2: eine rasche chromatische Tonleiter zur Stärkung des dritten, vierten und fünften Finger der rechten Hand; hier als virtuoses Konzertstück

Eine Etüde (von französisch Étude „Studie“; spanisch Estudio) ist in ihrem ursprünglichen Wortsinn (les études = „Studium“; étudier = „studieren“) ein Instrumentalwerk für ein Soloinstrument, das dem Musizierenden zu größeren Fertigkeiten auf seinem Instrument verhelfen soll. Im Mittelpunkt steht ein kurzes spieltechnisches Problem, das häufig wiederholt und in Sequenzen auftritt. Im Gegensatz zu den Übungen sind die Etüden harmonisch strukturiert und können auch die Tonarten wechseln.
Der Terminus Etüde erscheint erstmals in der Violinliteratur um 1750 in einer Ausgabe von Giuseppe Tartinis L’arte dell’arco.
Im 19. Jahrhundert entwickelt sich die Etüde zum Bravourstück des Virtuosen, der hier seine spieltechnischen Fertigkeiten einem Publikum präsentiert und am Klavier zu einer poetischen Pianistik führt.

## Vorläufer derEtüde
Klavierstücke welche, ohne explizit als Etüde bezeichnet zu sein, die Funktion einer Etüde für gewisse technische und/oder musikalische Probleme haben, gibt es fast schon seit Beginn der Klaviermusik. So schrieb Oscar Bie über die Klaviermusik Johann Sebastian Bachs:

„Sie [Anm.: gemeint ist hier die Etüde] ist in nuce bei Bach da, sie ist aus der Thematik halb herausgewachsen, nur der Sehwinkel ändert sich mit der Zeit. In einer Bachschen Inventio oder Sinfonia wird ein Motiv nach freien Gesetzen der Imitation bearbeitet, es wird für alle Stimmen, für alle Finger ausgenutzt. In einem Preludio über irgendein thematisches Grundsujet, in einer Fuge mit ihrem strengen Kodex der kanonischen Aufeinanderfolge geschieht nur dasselbe: das Motiv an sich wird ausgenutzt.“

Im Gegensatz zu den meisten späteren explizit als Etüde benannten Stücken ist aber der technische Übungswert noch nicht klar vom intendierten musikalischen Ausdrucksgehalt getrennt.

„Bach schrieb manche seiner Preludes aus Unterrichtsgründen, aber er komponierte sie noch nicht streng nach ihrer vollen praktischen Verwertung. Wie in der Theorie das Musikalische und das Mechanische nicht scharf auseinandergehalten werden, so sind auch die Stücke halb Musikbringer, halb nur Lehrmittel. Das Mechanische musste sich erst emanzipieren, ehe man den Begriff der Etüde rein fasste.“

Im 18. Jh. entstanden für das Klavier die sog. Handstücke: Nach Daniel Gottlob Türk waren Handstücke „kurze Allegros, Andante und dgl auch leichte und gut gesetze Menuetten, Polonaisen etc.“ für den Klavierunterricht, die die rein technischen Übungen ergänzen sollten. Diese Handstücke schrieben die Klavierlehrer unmittelbar für die Bedürfnisse ihrer Schüler und wurden daher nur zu einem geringen Teil veröffentlicht, weil nach Türk „nicht leicht ein Komponist von Ruf damit auftreten mag.“

## 19. Jahrhundert

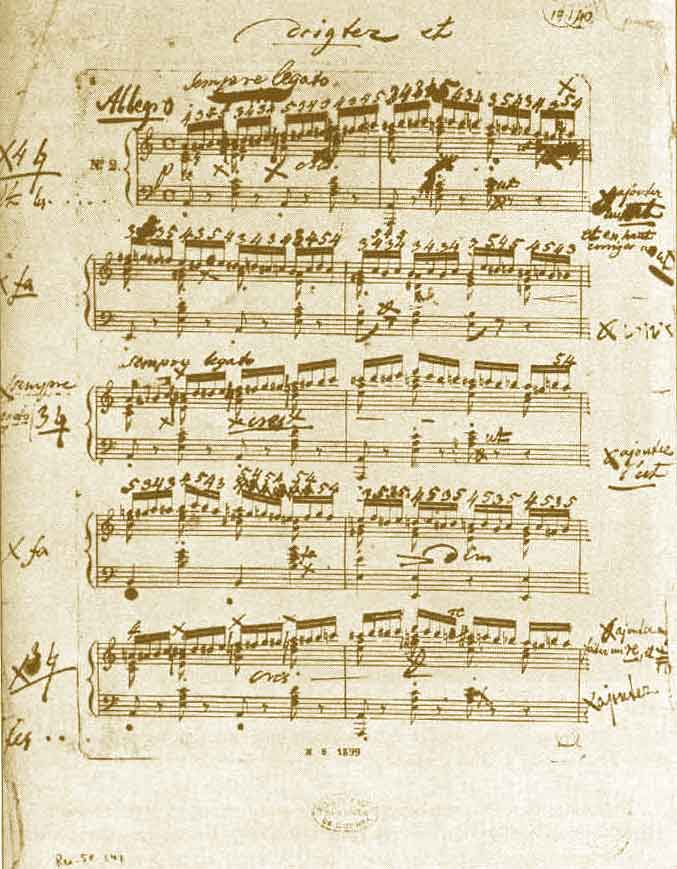
Frédéric Chopin formte die Etüde für Klavier im 19. Jahrhundert in besonderer Weise neu. Hier die Etüde op. 10, Nr. 2, mit handschriftlichen Vermerken, Fingersatz und Korrekturen des Autors

Die Etüde löste um 1800 den älteren Begriff Handstück ab. Anfangs war sie noch nicht allein auf spieltechnische Studien eingeschränkt. Auch erscheint sie anfangs häufig als Sammelbegriff, während die einzelne Studie als „Exercise“ oder – vor allem bei der Violinliteratur – als „Caprice“ bezeichnet wurde. Mit der heraufziehenden Romantik erlebte die Etüde eine musikalische Aufwertung. Karl Borromäus von Miltitz setzt „Fingerübungen mit Geist“ der Etüde gleich, während „Fingerübungen ohne Geist“ für ihn bloße Exercices waren.

### Klavieretüden
Etüden gehen auf Problemstellungen beim Klavierspiel ein. Mögliche Problemstellungen in Etüden für das Klavier sind zum Beispiel Terzläufe, Akkordspiele, Glissandi, Geläufigkeit, Staccato oder die Unabhängigkeit der Hände. Durch das Spielen der auf das spezifische Problem ausgelegten Etüde können Klavierspieler diese Schwierigkeiten gezielt proben.
Die bedeutendsten Etüdenkomponisten für Klavier waren die drei Komponisten mit den C: Muzio Clementi, Johann Baptist Cramer und Carl Czerny.
Der von Muzio Clementi zwischen 1817 und 1826 verfasste Gradus ad parnassum als ein aus 100 Studien bzw. Etüden bestehendes Klavierlehrbuch zeigt die Schwerpunktverschiebung vom musikalische Ausdruckswerte und technische Aspekte verbindenden „Etüdenverständnis“ des 18. Jahrhunderts zum eher technisch-virtuosen Verständnis des 19. Jahrhunderts. Clementis Sammlung enthielt neben spieltechnischen Studienwerke auch Präludien und Fugen, Kanons, Sonatensätze und Charakterstücke. Das Werk wurde immer wieder von Pianisten und Pädagogen für den allgemeinen Gebrauch bearbeitet, so von Carl Tausig.
Seinem Werk folgten im selben Sinn die Etüdensammlungen von Johann Baptist Cramer und Johann Nepomuk Hummel. Bei Cramer tauchen in den Etüden (op. 55, 1818 und op. 70, 1825) Stücke mit Überschriften wie Zufriedenheit, Traurige Gedanken, Der Bach und Der Nordwind auf, die den Weg zum lyrischen Klavierstück vorzeichnen. Cramers als fünfter Teil der Großen praktischen Pianoforte-Schule (1815) herausgegebenen vierundachtzig Etüden op. 50, zwischen 1804 und 1810 entstanden, sind heute mancherorts noch in der Klavierpädagogik von Bedeutung. Sie wurden von Hans von Bülow überarbeitet (Cramer-Bülow-Etüden).
Am bekanntesten waren die Etüdensammlung von Carl Czerny. Er schrieb Etüden für alle Leistungsstufen der Pianistik: Vom Anfänger bis zum Virtuosen entwickelte er leicht verständliche Stücke, die sich mit speziellen Problemen des Klavierspiels auseinandersetzten.

### Weitere Instrumente
Auch andere Instrumente wurden mit ähnlichen Etüdenwerken bedacht. Wilhelm Volckmar (1812–1887) komponierte eine Geläufigkeits-Schule Op. 270 für Orgel. Wilhelm Popps (1828–1903) Schule der Geläufigkeit für Flöte trägt die Opuszahl 411, Ernesto Köhlers (1849–1907) gleichnamiges Werk für dasselbe Instrument die Opuszahl 77.

### Romantik
Ab 1830, in der Zeit der Romantik, entwickelte sich aus den Etüden eine eigenständige Musikform, die zwar auch dem Studium besonderer Fertigkeiten diente, aber darüber hinaus als konzertantes Werk einem Publikum zu Gehör gebracht wurde. Beispiele hierfür sind die 24 Capricen für Violine von Niccolò Paganini und die 12 Capricen op. 25 für Violoncello von Alfredo Piatti (geschrieben 1865).

### Frédéric Chopin und die Folgen
Revolutioniert wurde die Klavieretüde in technischer, musikalischer und gesellschaftlicher Hinsicht durch Frédéric Chopin. Es war vollkommen neuartig, dass ein Pianist Etüden öffentlich vortrug. Chopin machte die Etüde damit kunst- und salonfähig. Seine virtuosen Etüden waren auch die Stücke, mit denen er die Zuhörer in den Salons am meisten begeisterte. Sie erfuhren später in 56 „Studien“ von Leopold Godowsky sogar noch eine weitere Erschwerung. Chopins Etüden wurden schon damals als „geniale, stets poetisch-ausdrucksvolle Pianistik“ begriffen. Ihre bis dahin unerhörten technischen Schwierigkeiten liegen nicht zuletzt in der Länge und Gleichartigkeit der Bewegung, beispielsweise mit etwa 600 Sexten in Etüde op. 10, Nr. 10. Die Etüden beginnen in C-Dur, was an Johann Sebastian Bachs Wohltemperiertes Klavier erinnert.

### Franz Liszt

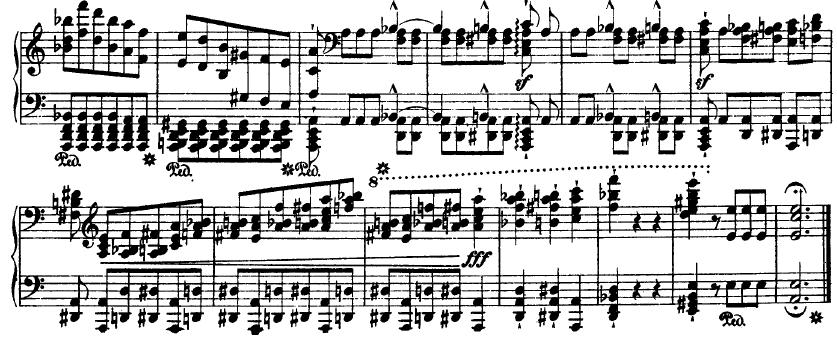
Die letzten Takte der Études d’exécution transcendante Nr. 2 von Franz Liszt. Seine Zeitgenossen hielten diese Kompositionen zum Teil für unspielbar und zugleich ungenießbar

Chopin folgten Franz Liszt und später auch Sergei Rachmaninow und Alexander Skrjabin mit eigenen Klavieretüden, welche die technischen Anforderungen noch einmal steigerten.
Études d’exécution transcendante lautet der Titel eines Zyklus von zwölf Klavieretüden von Franz Liszt. Die Etüden Liszts liegen in drei unterschiedlichen Fassungen vor. Die erste Fassung entstand 1826, die zweite 1837. Die dritte wurde 1851 oder 1852 fertiggestellt. Mit dem Titel „Études d’exécution transcendante“ ist die dritte Fassung gemeint.
Bei der Übertragung des Werktitels in die deutsche Sprache wird oft der Ausdruck Etüden von aufsteigender Schwierigkeit verwendet. Allerdings trifft diese Gesetzmäßigkeit nicht zu, denn als schwierigste der Etüden werden eher die vierte oder auch die fünfte angesehen. Eine direktere Übertragung des Titels wäre etwa Etüden von übernatürlicher Ausführung. Auch Liszts Etüden waren nicht nur Übungsstücke, sondern wurden vielmehr „zu einer eigenen poetischen Gattung“; er schildert dabei „romantische Impressionen“. Dem Spieler wie Zuhörer begegnen Irrlichter (Feux follets), man begibt sich auf Wilde Jagd und endet im Schneegestöber (Chasse-neige).
Später entstanden die beiden Konzertetüden Gnomenreigen und Waldesrauschen, von Liszt komponiert 1862 oder 1863. Für die Grandes Etudes war ursprünglich eine Gesamtzahl von 24 Stücken in allen Tonarten vorgesehen, doch hat Liszt den Zyklus in dieser Gestalt niemals fertiggestellt. Bei seinem Opus 6 Étude en quarante-huit Exercices dans tous les Tons Majeurs et Mineurs wurden am Ende nur die ersten 12 Stücke fertiggestellt (Erstausgabe 1826; im März 1839 Nachdruck der Erstausgabe als op. 1 durch den Friedrich Hofmeister Musikverlag, Leipzig).
Für Liszt war „Virtuosität … nicht das Ziel, sie war der Weg, um dem Klavier einen Kosmos völlig neuer Empfindungen zu erschließen“.

### Konzertetüden
Im Verlauf der Zeit entfernte sich diese Musikform von ihrem ursprünglichen Sinn, dem Erlangen einer größeren Fingerfertigkeit. Neben der unterrichtsgebundenen Etüde als Lernstoff „bildet sich die Konzertetüde großen Stils aus“. Das zeigt sich in Ansätzen bereits bei einigen Etüden (Skrjabin). Aber auch die Sinfonischen Etüden (Schumann) sind ein Beispiel für die Abkehr vom ursprünglichen Gedanken einer Etüde, handelt es sich dabei doch vielmehr um Variationen über ein Thema. Ebenso handelt es sich bei den Paganini-Variationen op. 35 (zwei Bände) von Johannes Brahms um eine Sammlung von Etüden; sie tragen unmissverständlich im Untertitel den Namen Studien für Pianoforte.
Seit dem frühen 19. Jahrhundert gibt es bereits mehrstimmige Etüden, wie beispielsweise die 21 Etüden für Violoncello mit Begleitung eines zweiten Violoncellos von Jean-Louis Duport (erschienen 1806), die 12 Etüden für Horn mit Begleitung des Klaviers von Josef Rudolf Lewy  oder die 6 Etüden für 2 Klarinetten op. 74 von Iwan Müller.

## 20. und 21. Jahrhundert

### Klavier
Die Klaviertechnik hat sich noch einmal stark erweitert. Im 20. Jahrhundert entstanden diverse Etüden-Werke unterschiedlichster Art.

#### György Ligeti
Komponisten wie György Ligeti schrieben ganze Etüdenwerke, deren Etüden musikalisch hochwertige Stücke sind, die mit der Eigenart der manuellen Übung nichts mehr gemein haben.

#### Claude Debussy
Mit den hochvirtuosen „12 Études“ (1915) schuf Claude Debussy die Verbindung der sogenannten pianistischen Probleme mit einer Ästhetik, die aus ihnen selbst erwächst und kompositorisch durch davon abgeleitete Themen ausbalanciert wird. Jede Etüde behandelt ein Spezialproblem. Die ersten sechs Etüden sind den Mechanismen der Finger gewidmet, wohingegen sich die restlichen sechs mit Klängen und Klangfarben beschäftigen. Hierbei könnte der Verweis auf Czerny in der „Étude 1 pour les cinq doigts d'après Monsieur Czerny“, welche aus dessen Fünf-Finger-Motiv eine ganz neue Tonwelt spinnt, als die Verklanglichung einfacher, überholter Fingerübungen und deren Übertragung in etwas musikalisch Wertvolles aufgefasst werden, stand doch bis dahin häufig die Virtuosität der Technik im Vordergrund.

#### Marc-André Hamelin
Das Klavierwerk wurde zusätzlich durch Instrumental-Komponisten wie Marc-André Hamelin bereichert, die als Virtuosen ihre eigene Spielfähigkeit zu erweitern suchten und Etüden in traditioneller, tonaler Kompositionsart schrieben. In den Jahren 1986 bis 2009 schuf Hamelin einen Zyklus von zwölf Etüden in allen Moll-Tonarten (12 Études in all the minor keys), den er am 23. August 2010 in Husum im Rahmen des Musikfestivals Raritäten der Klaviermusik zum ersten Mal komplett aufführte.

### Streicher
Bekannte Etüden für Streichinstrumente sind auch Werke, wie die 4 Studien von Bernd Alois Zimmermann für Violoncello solo, geschrieben 1970 kurz vor Zimmermanns Freitod – ursprünglich als komplettes Etüdenwerk zur Interpretation zeitgenössischer Spieltechniken für Cello gedacht und von Siegfried Palm in Auftrag gegeben.

### Orchester und Ensembles
Etüden sind im 20. Jahrhundert keineswegs nur Werke für einen einzelnen Interpreten. Die Praxis aus der Romantik, Etüden mit Begleitung zu konzipieren, wird im 20. Jahrhundert fortgesetzt. Als Duett-Etüden erschienen 1954 Kanonische Etüden für 2 Querföten von Günter Bialas sowie Zu zweien durch den Tonkreis für 2 Blockflöten von Hans-Ulrich Staeps. Außerdem arrangierte Emmerich Bünemann Etüden zu Dritt für 3 Violoncelli und Adrian Wehlte schrieb Etüden für 2–4 Flöten (2011).
Hendrik Andriessen schuf 1952 eine Symphonische Etüde für ein ganzes Orchester. Erich Urbanner schrieb 1965 eine Etüde für Bläserquintett. Von Boris Alexandrowitsch Tschaikowski stammen Sechs Etüden für Streicher und eine Orgel (1976).

## Sammlungen von Etüden

### Etüden für Tasteninstrumente

#### Etüden für Klavier
Charles Valentin Alkan

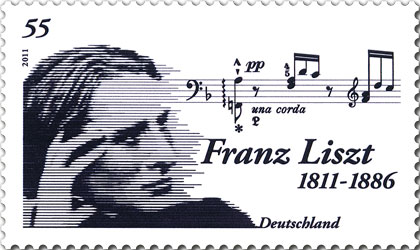
Deutsche Briefmarke von 2011 zum 200. Geburtstag von Franz Liszt: Die Notensequenz stammt aus der Konzert-Etüde Waldesrauschen.

- 12 Etüden in Dur (Douze Études dans tous les tons majeurs, op. 35)
- und Moll (Douze Études dans tous les tons mineurs, op. 39)
- weitere Werke, zum Teil für eine Hand allein

Johannes Brahms
- Paganini-Variationen op. 35
- 51 Klavierübungen

Frédéric Chopin
- 12 Etüden op. 10
- 12 Etueden op. 25
- 3 Etüden posthum

Muzio Clementi
- Gradus ad Parnassum op. 44

Johann Baptist Cramer
- 84 Etüden op. 50, herausgegeben von Hans von Bülow

Carl Czerny
- Schule der Geläufigkeit, 40 Etüden, op. 299
- Kunst der Fingerfertigkeit, op. 740

Claude Debussy
- Livre I (6 Etüden)
- Livre II (6 Etüden)

Ignaz Friedman
- op. 47
- op. 63

Stephen Heller
- La chasse, Etude de concert op. 29 (1844)
- 25 melodische Etüden für Klavier op. 45
- 30 fortschreitende Etüden für Klavier op. 46
- 25 Etüden für Rhythmus und Ausdruck op. 47
- Etüden für die Jugend op. 125

Nikolai Kapustin
- op. 40
- op. 68

György Ligeti
- Études

Franz Liszt
- Konzertetüden
- Grandes études de Paganini
- 12 Études d’exécution transcendante

Sergei Rachmaninow
- 17 Etudes-tableaux op. 33 & 39

Robert Schumann
- Sinfonische Etüden

Alexander Nikolajewitsch Skrjabin
- Etüden

#### Etüden für Cembalo
Alain Louvier
- Etudes pour agresseurs III für Cembalo

#### Etüden für Orgel
Jeanne Demessieux
- Six Études op. 5 (komponiert 1944. Paris: Bornemann/Leduc, 1946)

Rolande Falcinelli
- 14 Études insérées dans l'Initiation à l'orgue (komponiert 1969/1970. Paris: Bornemann/Leduc, 1971)

#### Etüden für Harmonium
Hermann Wenzel
- Harmonium-Etüden, 2 Bände

#### Etüden für Akkordeon
Alain Abbott
- 20 Etudes faciles d'après H. Bertini für zwei Accordéons de concert (1978)

Hugo Herrmann
- Konzertetüden für Akkordeon, UA Trossingen 1946

Sebastian Stier
- Etüde 1 für 2 Akkordeons (2014)

### Etüden für Holzblasinstrumente

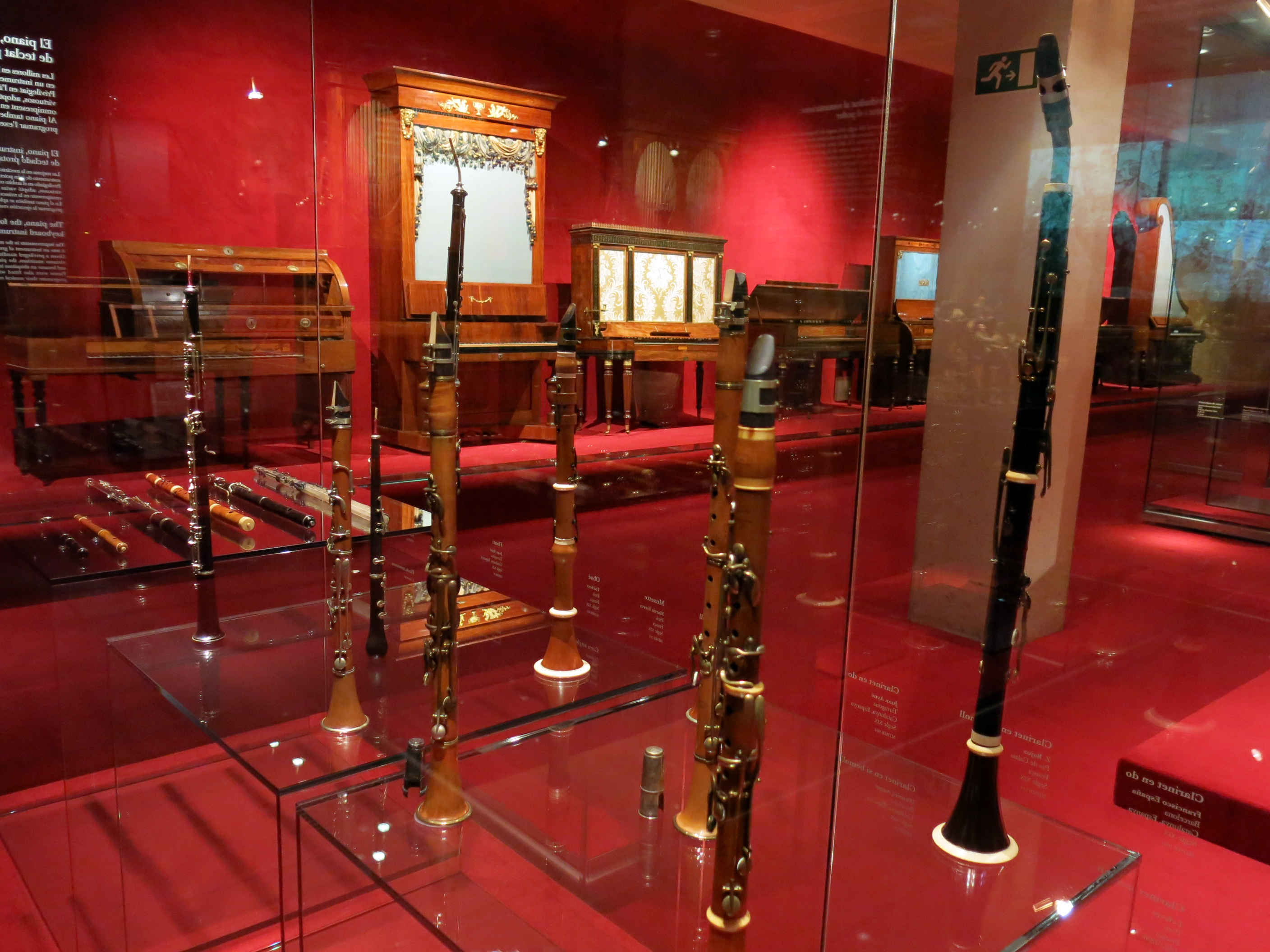
Eine gleichmäßige Führung des Atems ist bei der Familie der Holzblasinstrumente für eine gute Intonation wesentlich. Dazu existieren spezielle Etüden, die das Einüben der Atemtechniken unterstützen

#### Etüden für Flöte
Yun I-sang
- Fünf Etüden für Flöte(n) solo (1974)

Johannes Weyrauch
- Sieben Etüden für Flöte WeyWV 70d Fl

Astor Piazzolla
- 6 Tango-Études für Flöte (und Geige) 1987

#### Etüden für Oboe
Edwin Carr
- 4 Etudes pour hautbois d'amour, hautbois et piano

#### Etüden für Klarinette
Marcel Bitsch
- "Douze Etudes De Rhythme pour Clarinette" 1957

Karl Maria Kubizek
- 30 Etüden, Klarinette in B

Alfred Uhl
- 48 Etüden für Klarinette (1938)

#### Etüden für Bassklarinette
Ulrich Leyendecker
- Zwei Etüden für Bassklarinette solo (Bearbeitung der Zwei gegenständlichen Etüden, 1990)

#### Etüden für Fagott
Edisson Wassiljewitsch Denissow
- Fünf Etüden für Fagott solo (Neuauflage 1997)

Alfred Uhl
- 15 Etüden für Fagott (1970)

### Etüden für Blechblasinstrumente

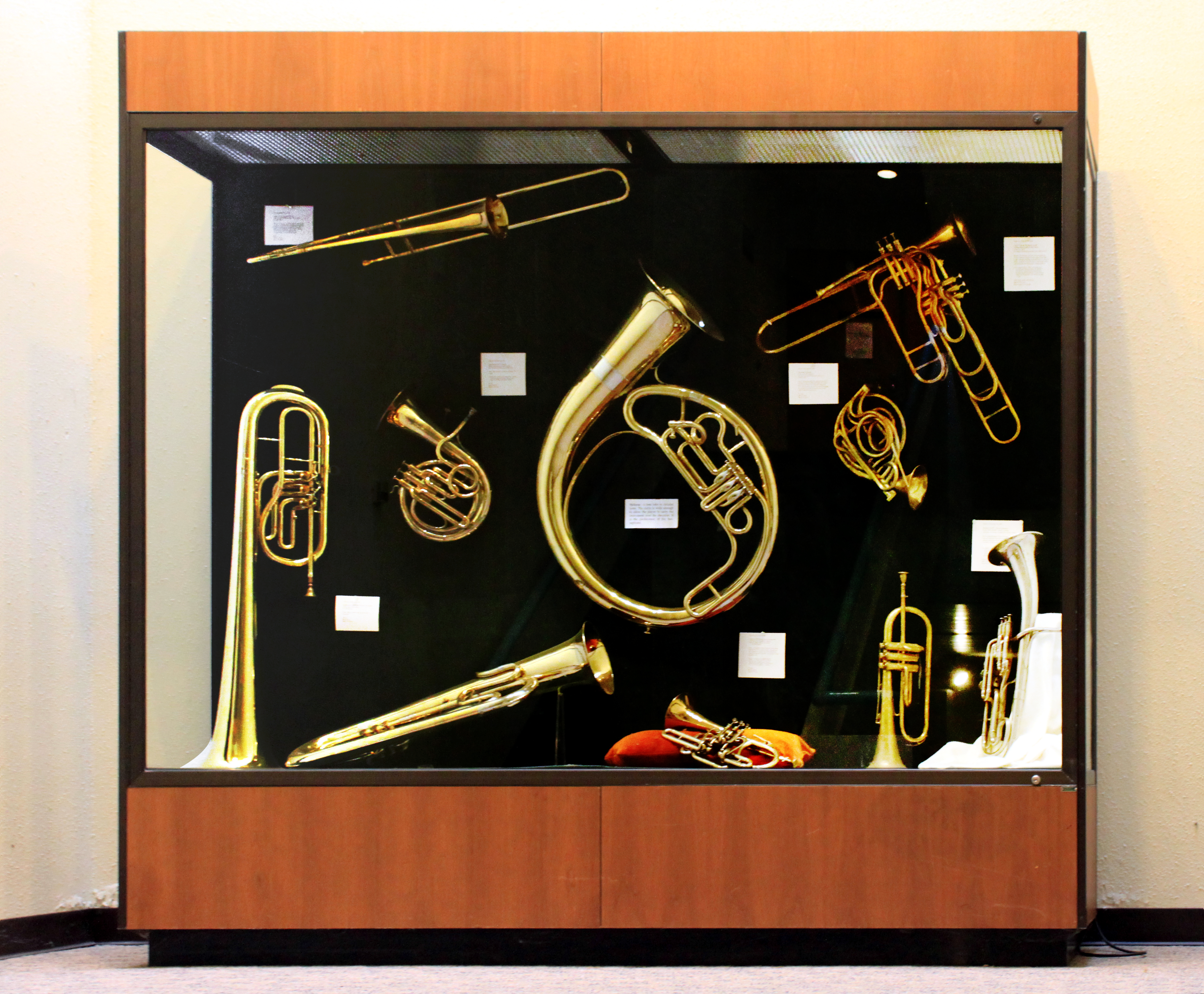
Blechblasinstrumente besitzen ein eigenes Repertoire an Etüden

#### Etüden für Trompete
Théo Charlier
- 36 etudes transcendantes

Konradin Groth
- Etüden über neue Zungenstoß- und Atemtechniken auf der Trompete 1987 in drei Bänden (beim Frankfurter Musikverlag Zimmermann)

Ernst Sachse
- 100 Etüden, für Trompete
- 28 Etüden, für Trompete

#### Etüden für Horn / Waldhorn
Jean Désiré Artôt
- 24 Etüden für Horn

Karl Biehlig
- Orchesteretüden für Waldhorn

Albin Frehse
- 36 Etüden für Waldhorn

Friedrich Gabler
- 140 Etüden für Naturhorn (1968)

Jacques François Gallay
- Zwölf Etüden für Horn, op. 43

Herman Jeurissen
- Etüden, in: Die Grundlagen des Hornblasens (Teil: 2. Etüden und Vortragsstücke), 1997

Josef Rudolf Lewy
- 12 Etüden für Horn mit Begleitung des Klaviers

Hermann Neuling
- Etüden für tiefes Horn

Johann Gottfried Schuncke
- Exercise pour le Cor avec Accompagnement de Pianoforte (ca. 1820)

Armin Suppan
- Etüden und Vortragsstücke für Waldhorn, Freiburg 1980

#### Etüden für Posaune
Eugen Reiche
- 65 Etüden für Posaune

#### Etüden für Tuba
Alexei Konstantinowitsch Lebedew
- Etüden für Tuba

### Etüden für Zupfinstrumente

#### Etüden für Klassische Gitarre
Dionisio Aguado
- Collección de Estudios para Guitarra. Madrid 1819 (verschollen).
  - Studien für die Gitarre von Dionisio Aguado. Hrsg. von Bruno Henze, Schlesinger'sche Buch- und Musikhandlung, Robert Lienau, Berlin-Lichterfelde 1926.[17]
  - 24 Etüden. Hrsg. von Hans Michael Koch. Schott, Mainz (= Gitarren-Archiv. Band 62).

Matteo Carcassi
- Erwin Schwarz-Reiflingen (Hrsg.): Matteo Carcassi, 25 melodische und fortschreitende Etüden, op. 60. B. Schott’s Söhne, Mainz (= Gitarren-Archiv. Band 2)

Napoléon Coste
- 25 Etüden, op. 38. Neuausgabe durch Hans Michael Koch. Schott, Mainz (= Gitarren-Archiv. Band 34).

Giulio Regondi
- John Holmquist (Hrsg.): Giulio Regondi, 10 Etudes for Guitar. Editions Orphée, Columbus Ohio 1990

Fernando Sor
- Op. 31: 24 Leçons progressives („24 fortschreitende Studien“)
- Op. 35: 24 Exercices très utiles
- Op. 60: Introduction à l'étude de la guitare

Heitor Villa-Lobos
- Douze Études pour la guitare. (Paris 1929)

Andrés Segovia
- Andrés Segovia: Estudios (Oracion – Remembranza – Divertimento),[18] Estudio sin luz[19]

Leo Brouwer
- 10 Estudios Sencillos. 1972.

### Etüden für Streichinstrumente

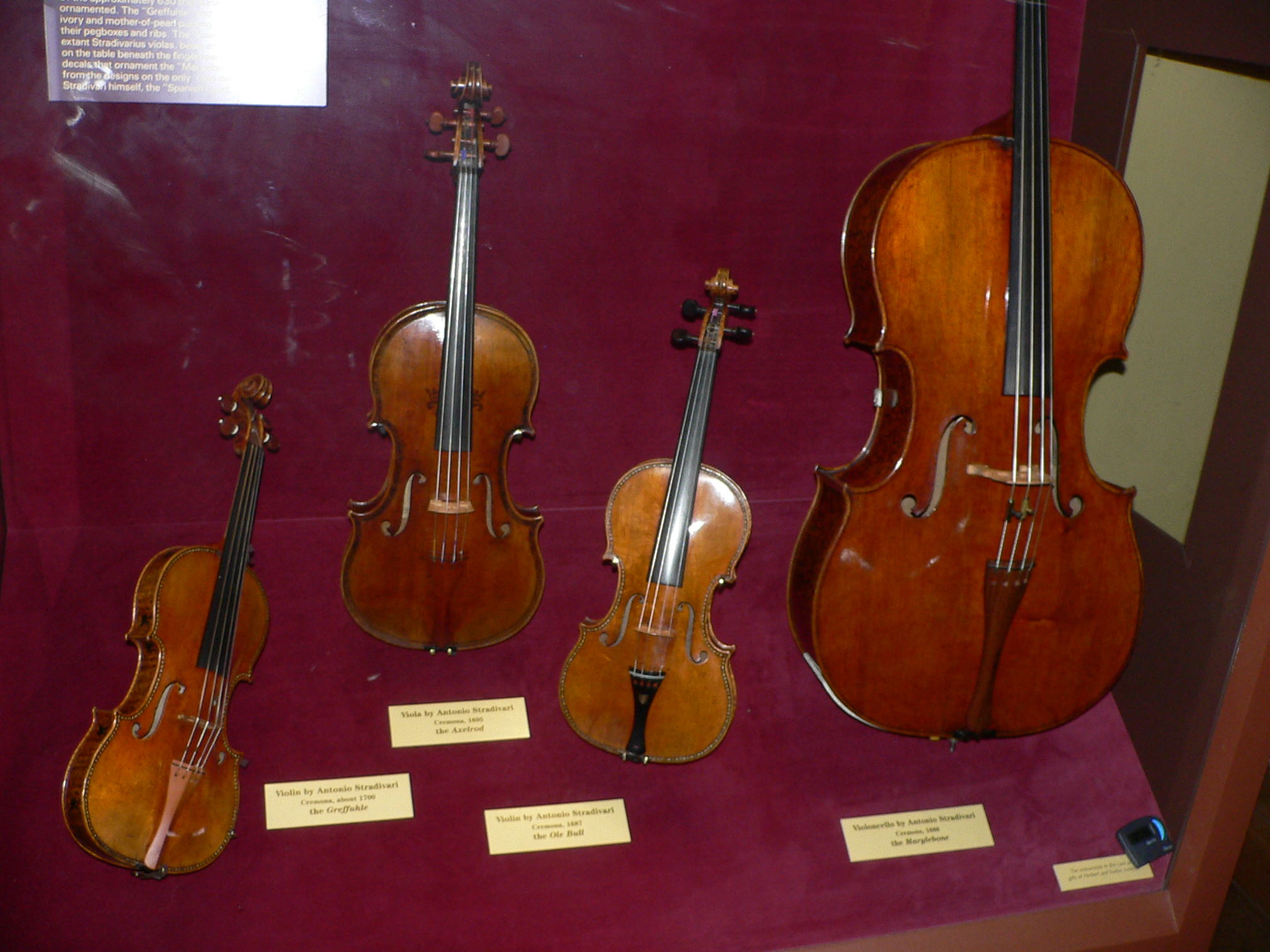
Bei den Streichinstrumenten spielt die sichere Beherrschung des Bogens eine wichtige Rolle, was entsprechende Etüden unterstützen

#### Etüden für Violine
Niccolò Paganini
- Op. 14: Etude in 60 Variationen über das Lied „Baracubà“ für Violine und Gitarre

Ludwig Abel
- 30 Violin-Etüden mittlerer Schwierigkeit als Vorstudien zu den 25 Etüden. André, Offenbach, 1876 OCLC 916201496
- 6 grosse Etuden für Violine allein, nach Motiven aus R. Wagner's Holländer und Tannhäuser. A. Fürstner, Berlin. OCLC 60621620 Etüde Nr. 1 bis 3 über Der fliegende Hölländer; Etüde Nr. 4 bis Nr. 6 über Tannhäuser

Jacques Féréol Mazas
- Op. 36: 75 Etüden in 3 Bänden

Anatoli Sergejewitsch Komarowski
- 38 Etüden (1950–1951)

Rodolphe Kreutzer
- 42 Etüden (Capricen) (1796)

Franz Wohlfahrt
- Op. 45: 60 Etüden für Violine solo

#### Etüden für Viola
Franz Anton Hoffmeister
- 12 Etüden für Viola solo

Johannes Palaschko
- 20 Etüden für Viola zur Förderung der Technik und des Vortrags. Viola. Op. 36, Leipzig: Kistner, 1905

Alfred Uhl
- 20 Etüden für Viola (mittelschwer bis schwer, 1971)

#### Etüden für Violoncello
Friedrich Dotzauer
- 113 Etüden

Jean-Louis Duport
- 21 Etüden

Auguste Franchomme
- 12 Studien op. 35
- 10 melodische Etüden

Georg Goltermann
- Etüde-Caprice für Violoncello und Klavier

Friedrich Grützmacher
- 24 Etüden, op. 38

Friedrich August Kummer
- 10 melodische Etüden op. 35

Sebastian Lee
- Melodische und progressive Etüden Op. 31: Bd. 1, 1–22; und Bd. 2, 23–40
- Zwölf Etüden zur Vervollkommnung Op. 57
- Vierzig leichte Etüden in der ersten Lage Op. 70
- Sechs melodische Etüden für das Cello allein Op. 76
- Guide du jeune Violoncelliste; 40 Exercices journaliers pour le Violoncelle Op. 82 et. Op. 83
- Sechs Etüden für Violoncello Op. 92
- Fünfzig Etüden für den Anfang (Die ersten Schritte des jungen Violoncellspielers) Op. 101
- Sechs Capricen für Violoncello solo Op. 105
- Zwölf melodische Etüden für das Violoncello Op. 113
- 30 Präludien in allen Tonarten, jedem Präludium eine Tonleiter, mit und ohne Benutzung des Daumen für das Violoncello Op. 122
- 22 Sehr Leichte Duette Op. 126
- Vierundzwanzig melodische Etüden für zwei Violoncelli Op. 131

David Popper
- Hohe Schule des Violoncello-Spiels, 40 Etüden op. 73
- 15 leichte Cello-Etüden op. 76a

Jakob Sakom
- Violoncello-Etüden-Schule

#### Etüden für Kontrabass
Josef Hrabě
- 86 Etüden für Kontrabass

Sergei Alexandrowitsch Kussewizki
- Etüden für Kontrabass

### Etüden für Percussion / Schlagwerk

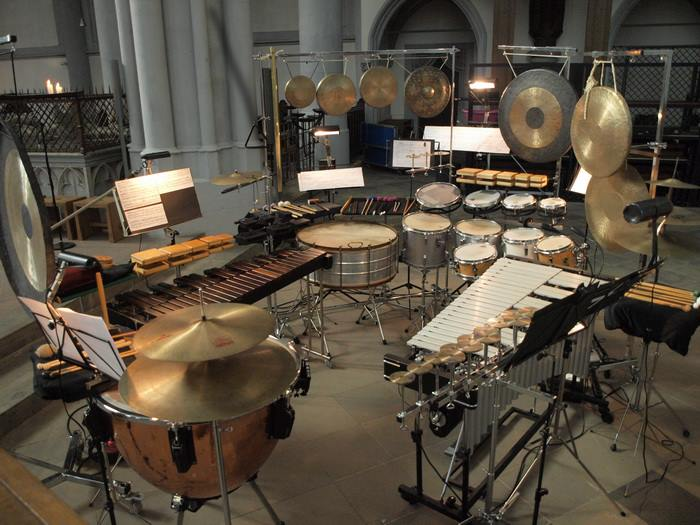
Perkussionisten müssen eine Vielzahl von Instrumenten technisch sicher beherrschen; hier der Arbeitsplatz eines Perkussionisten

#### Etüden für Schlagwerk
Hermann Regner
- 50 Etüden für Schlagwerk : 1 – 3 Spieler und Gruppen

#### Etüden für Trommel
Horst Ebenhöh
- Etüden für 2 kleine Trommeln op. 98/6a
- Etüde für Trommel und Hängebecken op. 98/6b

#### Etüden für Hackbrett
Ulrich Schultheiss
- Etüde für Hackbrett (1989/90)

#### Etüden für Marimbaphon
Ulrich Schultheiss
- Etüde für Marimbaphon (1994)

#### Etüden für Xylophon
Horst Ebenhöh
- Etüden für Xylophon und Tempelblock op. 98/5

### Etüden für Orchester
Mathias Spahlinger
- doppelt bejaht. etüden für orchester ohne dirigent (für Orchester, 2009)